# Landesregierung Pröll III
Die Landesregierung Pröll III bildete die Niederösterreichische Landesregierung während der XV. Gesetzgebungsperiode vom 16. April 1998 bis zum 24. April 2003. Nach der Landtagswahl vom 22. März 1998 blieb die Verteilung der Regierungssitze unverändert. Die Österreichische Volkspartei (ÖVP) stellte fünf Regierungsmitglieder, die Sozialdemokratische Partei Österreichs (SPÖ) drei Regierungsmitglieder und die Freiheitliche Partei Österreichs (FPÖ) ein Regierungsmitglied. Die Regierung folgte der Landesregierung Pröll I nach und blieb gegenüber der Vorgängerregierung zunächst weitgehend unverändert. Lediglich Ewald Wagner (SPÖ) war von Johann Bauer und Edmund Freibauer (ÖVP) von Wolfgang Sobotka als Landesrat abgelöst worden. Während der Gesetzgebungsperiode kam es laufend zu Änderungen in der personellen Zusammensetzung. Bereits am 13. April 1999 schied Hans Jörg Schimanek (FPÖ) aus der Regierung aus. Ihm folgte am 29. April Ewald Stadler nach, der sein Amt als Landesrat jedoch bereits am 27. Juni 2001 wieder zurücklegte. Stadler wurde am 28. Juni 2001 durch Ernest Windholz ersetzt. Auch in der SPÖ kam es zu großen Änderungen in der Regierungszusammensetzung. Nach dem Rücktritt von Ernst Höger als Landeshauptmannstellvertreter am 18. November 1999 rückte der bisherige Landesrat Johann Bauer am selben Tag als neuer Landeshauptmannstellvertreter nach. Am selben Tag trat auch Traude Votruba (SPÖ) aus gesundheitlichen Gründen zurück und wurde durch Christa Kranzl ersetzt. Als neuer Landesrat kam nach dem Ausscheiden von Ernst Höger Friedrich Knotzer hinzu. Nach dem Rücktritt von Johann Bauer am 5. Oktober 2000 rückte Karl Schlögl als neuer Landeshauptmannstellvertreter in die Regierung nach. Schlögl wechselte jedoch bereits am 19. April 2001 in die Privatwirtschaft und wurde an diesem Tag von Heidemaria Onodi abgelöst. In der ÖVP kam es während der Regierungsperiode lediglich zu einer Änderung, als Agrarlandesrat Franz Blochberger am 29. Juni 2000 von Josef Plank abgelöst wurde.

## Regierungsmitglieder
| Amt                                                                      | Name                | Partei | Ressorts                                     |
| ------------------------------------------------------------------------ | ------------------- | ------ | -------------------------------------------- |
| Landeshauptmann                                                          | Erwin Pröll         | ÖVP    | Verkehr, Personal, Kultur                    |
| Landeshauptmannstellvertreterin                                          | Liese Prokop        | ÖVP    | Familie, Wohnungsbau, Sport, Jugend, Frauen  |
| Landeshauptmannstellvertreterin ab 19. April 2001                        | Heidemaria Onodi    | SPÖ    | Gesundheit, Naturschutz, Jugendwohlfahrt     |
| Landesrat                                                                | Ernest Gabmann      | ÖVP    | Wirtschaft, Tourismus                        |
| Landesrat ab 26. Juni 2000                                               | Josef Plank         | ÖVP    | Agrarwesen, Nationalparks, Energiewirtschaft |
| Landesrat                                                                | Wolfgang Sobotka    | ÖVP    | Finanzen, Raumordnung, Umwelt                |
| Landesrat ab 18. November 1999                                           | Friedrich Knotzer   | SPÖ    | Hochbau, Gemeinden                           |
| Landesrätin ab 18. November 1999                                         | Christa Kranzl      | SPÖ    | Kindergärten, Soziales, Schulen              |
| Landesrat ab 28. Juni 2001                                               | Ernest Windholz     | FPÖ    | Baurecht, Wasserrecht                        |
| Vorzeitig ausgeschiedene Mitglieder der Landesregierung                  |                     |        |                                              |
| Landesrat, Landeshauptmannstellvertreter bis 5. Oktober 2000             | Johann Bauer        | SPÖ    | Gemeinden, Berufsschulwesen                  |
| Landeshauptmannstellvertreter vom 5. Oktober 2000 bis zum 19. April 2001 | Karl Schlögl        | SPÖ    |                                              |
| Landesrat bis 26. Juni 2000                                              | Franz Blochberger   | ÖVP    | Umwelt, Landwirtschaft                       |
| Landesrätin bis 18. November 1999                                        | Traude Votruba      | SPÖ    | Kindergärten, Soziales, Schulen              |
| Landesrat bis 13. April 1999                                             | Hans Jörg Schimanek | FPÖ    | Wasserrecht, Baurecht                        |
| Landesrat von 29. April 1999 bis 27. Juni 2001                           | Ewald Stadler       | FPÖ    | Wasserrecht, Baurecht                        |